# Ghána a 2016. évi nyári olimpiai játékokon
Ghána a brazíliai Rio de Janeiróban megrendezett 2016. évi nyári olimpiai játékok egyik részt vevő nemzete volt. Az országot az olimpián 5 sportágban 13 sportoló képviselte, akik érmet nem szereztek.

## Atlétika
Férfi
| Versenyző       | Versenyszám | Selejtező | Selejtező | Selejtező | Előfutam | Előfutam | Előfutam | Elődöntő | Elődöntő | Elődöntő | Döntő   | Döntő    |
| Versenyző       | Versenyszám | Idő       | Hely.     | Össz.     | Idő      | Hely.    | Össz.    | Idő      | Hely.    | Össz.    | Idő     | Helyezés |
| --------------- | ----------- | --------- | --------- | --------- | -------- | -------- | -------- | -------- | -------- | -------- | ------- | -------- |
| Sean Safo-Antwi | 100 m       | kiemelt   | kiemelt   | kiemelt   | 10,43    | 6.       | 57.      | kiesett  | kiesett  | kiesett  | kiesett | kiesett  |
| Emmanuel Dasor  | 200 m       |           |           |           | 20,65    | 6.       | 49.*     | kiesett  | kiesett  | kiesett  | kiesett | kiesett  |
| Alex Amankwah   | 800 m       |           |           |           | 1:50,33  | 7.       | 47.      | kiesett  | kiesett  | kiesett  | kiesett | kiesett  |

| Versenyző    | Versenyszám   | Selejtező | Selejtező | Döntő    | Döntő    |
| Versenyző    | Versenyszám   | Eredmény  | Helyezés  | Eredmény | Helyezés |
| ------------ | ------------- | --------- | --------- | -------- | -------- |
| John Ampomah | Gerelyhajítás | 80,39 m   | 19.       | kiesett  | kiesett  |

Női
| Versenyző                                                             | Versenyszám     | Selejtező | Selejtező | Selejtező | Előfutam | Előfutam | Előfutam | Elődöntő | Elődöntő | Elődöntő | Döntő   | Döntő    |
| Versenyző                                                             | Versenyszám     | Idő       | Hely.     | Össz.     | Idő      | Hely.    | Össz.    | Idő      | Hely.    | Össz.    | Idő     | Helyezés |
| --------------------------------------------------------------------- | --------------- | --------- | --------- | --------- | -------- | -------- | -------- | -------- | -------- | -------- | ------- | -------- |
| Flings Owusu-Agyapong                                                 | 100 m           | kiemelt   | kiemelt   | kiemelt   | 11,43    | 4.       | 28.**    | kiesett  | kiesett  | kiesett  | kiesett | kiesett  |
| Janet Amponsah                                                        | 200 m           |           |           |           | 23,67    | 6.       | 60.      | kiesett  | kiesett  | kiesett  | kiesett | kiesett  |
| Flings Owusu-Agyapong Gemma Acheampong Beatrice Gyaman Janet Amponsah | 4 × 100 m váltó |           |           |           | 43,37    | 8.       | 14.      |          |          |          | kiesett | kiesett  |

* - két másik versenyzővel azonos eredményt ért el

** - három másik versenyzővel azonos eredményt ért el

## Cselgáncs
Női
| Versenyző       | Versenyszám | Selejtező                           | Nyolcaddöntő      | Negyeddöntő       | Elődöntő          | Vigaszág elődöntő | Bronz- mérkőzés   | Döntő             | Helyezés |
| Versenyző       | Versenyszám | Ellenfél Eredmény                   | Ellenfél Eredmény | Ellenfél Eredmény | Ellenfél Eredmény | Ellenfél Eredmény | Ellenfél Eredmény | Ellenfél Eredmény | Helyezés |
| --------------- | ----------- | ----------------------------------- | ----------------- | ----------------- | ----------------- | ----------------- | ----------------- | ----------------- | -------- |
| Szögedi Szandra | Váltósúly   | Mariana Silva (BRA) · 000(0)–100(0) | kiesett           | kiesett           | kiesett           |                   |                   |                   | 17.      |

## Ökölvívás
Férfi
| Versenyző  | Versenyszám | Selejtező                  | Nyolcaddöntő      | Negyeddöntő       | Elődöntő          | Döntő             | Helyezés |
| Versenyző  | Versenyszám | Ellenfél Eredmény          | Ellenfél Eredmény | Ellenfél Eredmény | Ellenfél Eredmény | Ellenfél Eredmény | Helyezés |
| ---------- | ----------- | -------------------------- | ----------------- | ----------------- | ----------------- | ----------------- | -------- |
| Abdul Omar | Harmatsúly  | Alberto Melián (ARG) · 0-3 | kiesett           | kiesett           | kiesett           | kiesett           | 17.      |

## Súlyemelés
Férfi
| Versenyző       | Versenyszám | Szakítás | Szakítás | Lökés    | Lökés    | Összesen | Helyezés |
| Versenyző       | Versenyszám | Eredmény | Helyezés | Eredmény | Helyezés | Összesen | Helyezés |
| --------------- | ----------- | -------- | -------- | -------- | -------- | -------- | -------- |
| Christian Amoah | 85 kg       | 130      | 20.      | 153      | 20.      | 283      | 20.      |

## Úszás
Férfi
| Versenyző             | Versenyszám | Előfutam | Előfutam | Előfutam | Elődöntő | Elődöntő | Elődöntő | Döntő   | Döntő    |
| Versenyző             | Versenyszám | Idő      | Hely.    | Össz.    | Idő      | Hely.    | Össz.    | Idő     | Helyezés |
| --------------------- | ----------- | -------- | -------- | -------- | -------- | -------- | -------- | ------- | -------- |
| Abeiku Gyekye Jackson | 50 m gyors  | 24,30    | 6.       | 55.      | kiesett  | kiesett  | kiesett  | kiesett | kiesett  |

Női
| Versenyző   | Versenyszám | Előfutam | Előfutam | Előfutam | Elődöntő | Elődöntő | Elődöntő | Döntő   | Döntő    |
| Versenyző   | Versenyszám | Idő      | Hely.    | Össz.    | Idő      | Hely.    | Össz.    | Idő     | Helyezés |
| ----------- | ----------- | -------- | -------- | -------- | -------- | -------- | -------- | ------- | -------- |
| Kaya Forson | 200 m gyors | 2:16,02  | 3.       | 42.      | kiesett  | kiesett  | kiesett  | kiesett | kiesett  |